# Joos de Damhouder

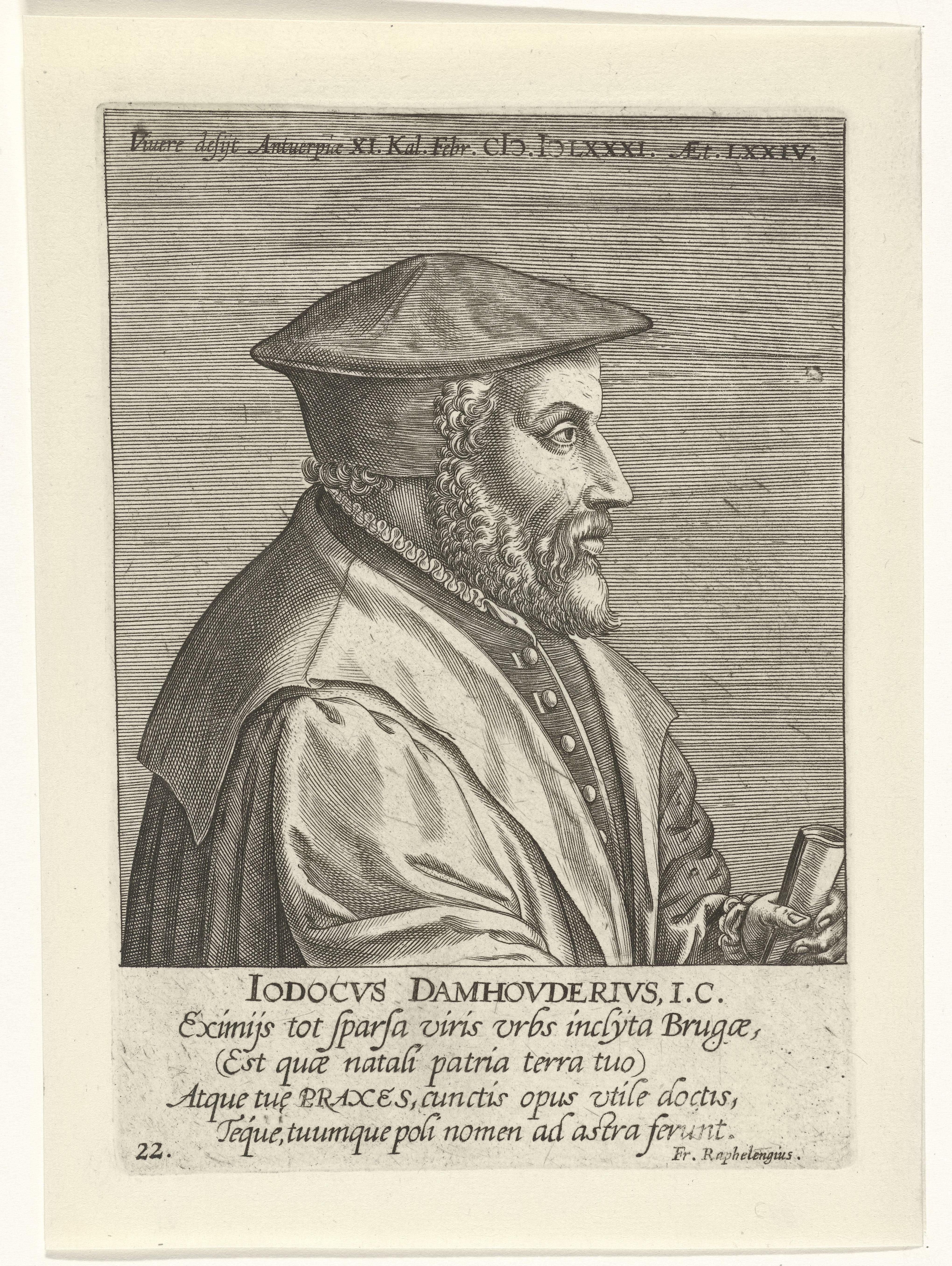
Joos de Damhouder.

Joos de Damhouder, född 1507, död 1581, var en holländsk jurist.
Damhouder var rådsherre i Brygge 1533, och blev senare diplomat i kejsar Karl V:s tjänst, senare finanskommissarie och kejserligt råd. Damhouder vann europeisk ryktbarhet genom sitt juridiska författarskap, särskilt genom en framställning av inkvisitionens straffprocessrätt, Praxis rerum criminalium (1555, flera senare upplagor), vilken fick en betydelse jämförlig med Benedikt Carpzov den yngres men senare visat sig till stora delar bestå av kopierat material.